# Ronald Evans (biologiste)
Pour les articles homonymes, voir Ronald Evans et Evans.
Ronald M. Evans, né le 17 avril 1949 à Los Angeles aux États-Unis, est biologiste moléculaire américain.

## Biographie
Ron Evans soutient sa thèse à université de Californie à Los Angeles en 1974, puis fait son post-doctorat auprès de James Darnell à l'université Rockefeller à New York. En 1978, il devient chercheur au Salk Institute for Biological Studies à La Jolla en Californie et professeur adjoint à l'université de Californie à San Diego en 1985. En 1998, il devient directeur du département « Molecular and Developmental Neurobiology » du Salk Institute.
Il devient membre de l'Académie nationale des sciences en 1989 et reçoit notamment en 2004, avec Pierre Chambon et Elwood Jensen, le prix Albert-Lasker pour la recherche médicale fondamentale en recherche médicale fondamentale, pour ses travaux sur les récepteurs nucléaires.

## Apports scientifiques
L'essentiel des travaux de Ron Evans s'est porté dans les années 1980 sur l'identification et le clonage des gènes codants les récepteurs nucléaires et plus particulièrement les récepteurs des stéroïdes. Il s'est ensuite attaché à étudier le rôle de ces protéines dans les fonctions métaboliques chez la souris.

## Prix et distinctions
- 1989 : membre titulaire de l'Académie nationale des sciences
- 2003 : prix Keio en sciences médicales
- 2004 : prix Albert-Lasker pour la recherche médicale fondamentale (colauréat avec Pierre Chambon et Elwood Jensen)
- 2005 : médaille Glenn T. Seaborg Medal de l'université de Californie à Los Angeles (UCLA)
- 2005 : grande médaille de l'Académie des sciences
- 2006 : prix Gairdner
- 2006 : prix Harvey
- 2007 : Albany Medical Center Prize (colauréat avec Solomon Snyder et Robert Lefkowitz)
- 2012 : prix Wolf de médecine